# أنواع التقويم
أنواع التقويم 
إن التقويم شيء أساسي في التعليم ولاهميته هناك نوعان من التقويم، وهما:-
التقويم التكويني والتقويم الختامي 
التقويم التكويني : فهو الذي يقوم به المعلم في أثناء عملية التدريس، أو خلال تدريس الوحدات المختلفة للمقرر الدراسي المعين, بينما يشير التقويم الختامي غلى العمليات التقويم التي تأتي في أعقاب تدريس الوحدات الكبيرة أو المقرر الكلي.

## استخدامات التقويم التكويني
- يستخدم لتوفير المعلومات التي تلزم لتقييم المنهاج وإعادة النظر فيها
- ولغايات التعرف على فاعلية طرائق التدريس خلال المراحل المختلفة للقيام بها.

ونستطيع أن نقول أن أهمية التكويني انه يعمل على تسهيل عملية بناء المنهاج، ويحسن من سوية طرائق التدريس، ويعضد عمليات التعلم
التقويم الختامي
في نهاية الموقف التعليمي (تقويم تحصيل الطالب).
إعطاء شهادة تبين مقدار إنجازاته.

## استخدامات التقييم الختامي
يستخدم لتحديد درجة تعلم المقرر بأكمله أو جزء كبير من وحداته، وهو يشكل حكما تراكميا وختاميا.
تنحصر أهداف التقييم الختامي بتحديد الدرجات وإعطاء الشهادات التي تشير إلى اتقان تعلم المهارات والمعارف.
ان التقييم التكويني يوظف في عمليات بناء المنهاج، بينما يوظف التقييم الختامي في حالة الانتهاء منها للحكم على صلاحيتها.
و يرى بلوم ومعاونوه ان الفرق بين مفهومي التقويم التكويني والتقويم الختامي ليس محددا.  وزيادة على ذلك فإن الفرق بينهما ليس في كمية المحتوى الذي تجري تغطيته، ولكن الهدف هو التقويم. ولذلك فإن التقييم الذي يجري أثناء تنفيذ التدريس هو تكويني، والذي يأتي في نهاية ذلك فهو ختامي.
المصدر:القياس والتقويم في التعليم والتعلم طبعة سنة 2008 القدس المفتوحة
التصنيف : التعلم الموقع الإلكتروني للقدس المفتوحة www.qou.edu